# 我的世界
《我的世界》，又译当个创世神、麦块，是微软旗下Mojang Studios开发的沙盒游戏。游戏中，玩家能在一个3D世界內与方块或生物进行交互。遊戲中的特色玩法包括探索世界、採集資源、合成物品及生存冒險等。《我的世界》有多种模式。其中，兩個最主要的遊戲模式：生存与創造。在生存模式中，玩家必须維持生命，努力避免受傷、飢餓和死亡，並開採资源以打造自己的世界；在创造模式中，玩家拥有无限的资源，可以自由地创作，且不會受傷和死亡，也可以免於飢餓，並有飛行能力。
《我的世界》最早由瑞典游戏设计师马库斯·佩尔松（游戏名为Notch）开发，之后由其成立的Mojang AB开发，主机版则与4J Studios合作开发。游戏最初使用Java语言编写，其Alpha版本在2010年6月30日公開發佈，經逐步更新之後正式版本1.0.0於2011年11月18日發佈。Android版和iOS版分别于2011年10月7日及11月17日發售。2012年5月9日，Mojang透過Xbox Live Arcade向Xbox 360用戶發售《我的世界》。2013年12月17日及2014年9月4日，游戏亦先後登陆PlayStation 3、PlayStation 4。Xbox One版本于同年9月5日發佈。PlayStation Vita版本亦於2014年10月14日起開售。Windows Phone版本于同年10月10日開始銷售。2015年12月17日，Wii U版本发售。2017年5月11日，任天堂Switch版本發售。2018年9月20日，新任天堂3DS版本在全球發售。
2014年9月，微软公司宣布以25亿美金收购Mojang及游戏的产权，收购于两个月后完成。2016年5月，网易游戏宣布代理《我的世界》中国版，并于2017年8月开启公测，对中国大陸用户提供《我的世界》中国版。与國際版《我的世界》不同，中国版无需付费即可免费游玩，游戏提供钻石、租赁服、会员订阅等内购项目。
《我的世界》获得業界的一致好评，赢得众多奖项和荣誉。游戏的Java版以其强大的第三方拓展模组聞名，使其可以为游戏添加各种新的物件、角色和功能。截至2023年10月，《我的世界》拥有3亿销量和1.5亿月活跃用户，打破俄羅斯方塊的紀錄并成为有史以來最暢銷的電子遊戲。

## 发展歷史
2009年5月14日，马库斯·佩尔松（游戏名Notch）在他的YouTube頻道上發佈了「Cave Game」（洞窟遊戲）技術測試，游戏中只有草方块、圆石和隨機的洞窟。該影片在一開始未有大的反响，之後有少數玩家在進入遊戲後提出了建議，且马库斯·佩尔松也陸續更新遊戲且開始加入新事物。2009年9月1日，《我的世界》舉行了生存測試，對日後的遊戲形成了雏形。
2009年12月23日，马库斯·佩尔松發佈了Indev版本，加入了合成功能。之後陸續有人製作《我的世界》的影片，也在互聯網上開始慢慢流行。數月後，马库斯·佩尔松發佈了Beta版，開始為正式銷售進行鋪墊，也加入了日後的很多重要內容。
2011年，《我的世界：携带版》在E3上首次得到演示，之後以Alpha版本的名義發售在各大移动平台上。同年11月18日，《我的世界》正式版發布，添加了終界，其成為至今仍未變化過的三大維度之一。
2014年，微软以25億美金的價格从马库斯·佩尔松手中收購Mojang，同時马库斯·佩尔松也正式離職并將工作的核心交給了同事延斯·伯根斯坦。（遊戲名为jeb_）
同年二月，马库斯·佩尔松透露《Minecraft》電影的計劃，預計將於2025年4月在美國上映。
2016年12月19日，《我的世界：携带版》正式版发布，基本上实现了与原始Java版本游戏内容的同步。
2017年，Mojang在E3上宣佈将携带版、Windows 10版以及较新的主机版和VR版合并为同一版本，实现跨平台游戏。同年9月20日，「独乐不如众乐更新」正式发布，上述版本均改称不含副标题的「Minecraft」，而原始Java版本有了「Java Edition」的副标题。
2020年秋，Java版新帳戶開始使用微軟帳號而非原先的Mojang帳號。2021年初，Java版帳號遷移開始，原先的玩家被呼籲將Mojang帳號遷移至微軟帳號，遷移後原先的帳號將無法使用。
2023年5月8日，Mojang发布公告，表示Mojang账号迁移将于2023年9月19日15:00（UTC）结束。2023年9月19日，Mojang账户迁移结束。持有Mojang账户的玩家已无法登录Minecraft.net或Minecraft启动器进行游戏，但可以在Minecraft.net领取全新的Minecraft。
2024年5月30日，《我的世界》以及Netflix雙方分別在在X、YouTube頻道以及其他的社群平台上發布影片並宣佈將再度合作打造全新的動畫影集，動畫將確定由加拿大的WildBrain工作室透過CG的方式進行製作。此作將以全新的原創故事及角色來詮釋《我的世界》的世界觀。
2025年4月4日，由傳奇影業、Mojang Studios和眩暈娛樂製作，華納兄弟影業發行的《MINECRAFT麥塊電影》在美國院線上映，影評界口碑褒貶不一。

## 遊戲玩法

《我的世界》中由程序生成的地形的一个示例，图中包含的元素有玩家史蒂夫，平原、森林、高山生物群系和一个村庄

《我的世界》是一款開放世界遊戲，玩家沒有具體要完成的目標，并且在遊戲內有极高的自由度。雖然遊戲中存在進度（Java版）或成就系统（Java版1.12以前及基岩版），但並沒有要求玩家必須達成。遊戲採用第一人稱，但玩家亦可選擇第三人稱背面或第三人称正面模式。核心玩法大多圍繞破壞和放置方塊的操作。遊戲世界主要由3D方塊組成，方块表面有像素画圖案，代表不同的材料，如泥土、石頭、礦物、水和树木等。玩家可以在世界各地自由移動，收集這些方塊，並將其放置在整数坐标的3D网格中，從而進行各項建設。
遊戲开始時，玩家會出生在一個由程序生成的、幾乎沒有大小限制的世界里。世界分為沙漠、叢林和雪原等生物群系。玩家可以找到各種生物群系，如平原、高山、雪原、森林和海洋等。遊戲遵循日夜交替周期，一天对应現實世界的20分鐘。

《我的世界》中的部分敌对生物，從左到右分别為：殭屍、蜘蛛、末影人、苦力怕 (Note: 在台灣和中国大陆大部分玩家称之为“苦力帕”或者“苦力怕”，其中“苦力怕”為简体中文和繁体中文（台湾）的正式譯名，简体中文曾用译名为爬行者。而香港澳門兩地玩家則常称呼其英文名Creeper。)和骷髏

在游戏中，玩家可能會遇到很多非玩家角色，如動物、村民和怪物等。牛、猪、鸡、羊、兔子、魚等友好生物可以被獵殺或養殖以獲取食物或原材料。相反地，在黑暗區域如洞穴或夜间，可能會有敵對生物出现，如蜘蛛、骷髏、殭屍、苦力怕等。
遊戲世界通过随机程序生成，因此幾乎不可能隨機生成出兩幅完全相同的世界。雖然世界存在高度限制，但遊戲允許在水平面上生成一個可近似看作無限大的世界。
玩家还可以在遊戲中使用原始的機械装置、電路、邏輯門以及游戏内置的材料“紅石”来構建更複雜的机械。而遊戲的物理系统不常符合真實物理法則，例如绝大多數固體方塊都不會受到重力的影響。
《我的世界》中除了主世界外還有兩個不同的维度——下界和末地。下界可透過玩家打造的傳送門進入。其包含許多獨特的資源，例如下界岩、靈魂沙及下界石英等。末地是一些漂浮的贫瘠的群岛，存在着大量末影人和一只末影龍Boss。在玩家擊殺末影龍后會獲得“解放末地”进度，且可以通过末地折跃门前往末地外岛。此后，玩家可以继续进入末地外岛探索，或者通过返回傳送門返回主世界，这也被玩家视作“游戏通关”。
遊戲有四種级别可變的難度系统，最容易的難度（和平）會移除绝大多数自然生成的敵對生物，但由于无法从敌对生物获取关键物品，因而几乎无法通关游戏（除非使用特定的世界种子）。除和平难度外，饥饿值会随着玩家活动缓慢减少，因此玩家还需要通过狩猎、种植等方式获取食物来恢复饥饿值。

### 游戏模式

《我的世界》合成界面的截圖，圖中顯示的是石斧的合成方法

#### 生存模式
在生存模式中，玩家的生命值、饥饿值（和平难度中饥饿值不会下降）和物资是有限的。玩家需要在世界中收集不同的资源、制作不同的工具和武器、建造建筑、与敌对生物战斗，以及探索和改造世界。当玩家的生命值降为0时，玩家会死亡，并在重生时会丢失所有物品欄内的物品和经验值（通常情况下，“︁死亡后保留物品栏”︁规则未启用时）。

#### 创造模式
在创造模式中，玩家可自行拿取无限的资源，可以破坏任何方块，也無須任何道具即可自由飛行，並且不會死亡（Java版会因掉入虛空和/kill命令而死亡），因此可以自由地建造与探索。

#### 冒險模式
冒险模式是生存模式的一个变种，供自定义地图使用。在这一模式中，玩家只能使用指定的工具破坏和放置方块，以防止损坏地图或恶意破坏（1.9版本以前）在1.9版本後，冒險模式的玩家一律無法破壞與放置方塊。

#### 极限模式
极限模式是生存模式的另一个变种，在极限模式中，玩家不可以重生，且難度被鎖定为困難，無法更改。死亡后，玩家可以选择将世界转换为旁觀者模式或是回到標題畫面（在Java版1.9以前会删除世界）。

#### 旁觀者模式
在旁觀者模式中，玩家可以通过飞行的方式穿过方块，自由地穿梭和观察世界，但是无法与世界互動。在Java版中，玩家还可以进入生物（包括其他玩家）体内并共享其视角，可以通过切换快捷物品栏顺位来调整飞行速度。

### 多人游戏
《我的世界》中的多人游戏通过玩家搭建的我的世界服务器运行，允许多个玩家之间进行互动，并在一个世界中与对方交流。玩家可以运行自己的服务器，或使用托管服务商提供的服务器。单人游戏世界支持局域网，玩家可以在没有服务器的前提下进行本地计算机连接（默认只有正版玩家可以进入）。《我的世界》的多人游戏服务器由服务器运营商指导，他们有使用服务器命令的权限，如设置每天的时间或传送附近的玩家。运营商还可以限制某些用户名或IP地址的访问权限。多人游戏服务器为玩家提供了广泛的活动空间，一些服务器有自己独特的规定和习惯。不同服务器上的内容大不相同。最大以及最有名的服务器是Hypixel，登入次數超过1400萬。玩家对战（PvP）模式可允许玩家之间进行战斗。一个由社区开发的名为“CraftBukkit”的独立非官方服务端，使服务器端插件的开发更为便利。它可以通过加载插件实现诸如权限、等级、虚拟货币和聊天格式等游戏元素。然而CraftBukkit因为法律问题遭到终止，它被另一个独立服务端Spigot所替代。
2013年，Mojang发布了服务器托管服务“Minecraft Realms”，使玩家省去自己建服务器的麻烦，从而方便、安全地运行多人游戏服务器。只有受到邀请的玩家才可加入Realms的标准服务器，并且不使用IP。Realms服务器只能同时支持2人或10人在线，并且不支持用户制作的插件。中国大陆玩家可能会因为网络连接问题导致无法正常使用此功能。
2017年，微软宣布将更新《我的世界》的多人游戏机制，将Android、iOS、Windows、Xbox One、任天堂Switch以及VR版本整合，更新之后的游戏将允许在前面提到的这些游戏平台间相互联机游戏。此整合版被称作基岩版，或基岩引擎。玩家在这些平台上所购买的DLC也将可以跨平台共通使用。

### 自定義

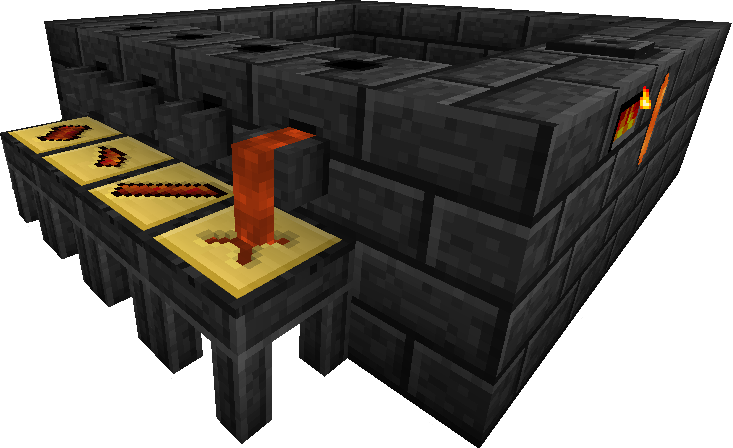
《我的世界》匠魂模组（Mod Tinkers' Construct）中的冶炼厂

《我的世界》中有种类繁多的用户生成内容，如模组、皮肤、纹理贴图和自定义地图等，这些均可从网络下载。对游戏代码的修改称为模组，其添加了各种玩法，包括新方块、新物品、新怪物来扩大整个制造体系。一些模组社区负责大量提供这些诸如小地图、位置点、耐久度显示等改变游戏玩法的模组，以及从寶可夢、传送门、饥饿游戏等作品中添加游戏元素的模组。为使这些模组更易开发及安装，Mojang于2012年11月宣布计划添加一个官方的模组API。截至2015年，Mojang未透露更多关于其模组API的信息，一些人认为该项目已被放弃。
游戏有可自定义游戏图形的纹理包，1.6版本中纹理包（Texture Packs）被替换为“资源包”（Resource Packs），其与纹理包的作用基本相同，但允许自定义声音及更多游戏资源。玩家也可以创建含有自定义规则、挑战、谜题及任务的地图，并与其他玩家分享。
Xbox 360版本支持追加下载内容，可通过Xbox Games Store购买。这些DLC通常包含附加的人物皮肤。在Xbox 360版第12次更新后，游戏开始支持纹理包，同时推出“混搭包”（mash-up packs）。混搭包结合了纹理和皮肤包，并更改了游戏声音、音乐和用户界面。2013年9月4日，Xbox 360版的第一个混搭包发布，并以质量效应系列为主题。和Java版不同的是，Xbox 360版不支持玩家自制的模组或自定义地图。

## 开发和版本

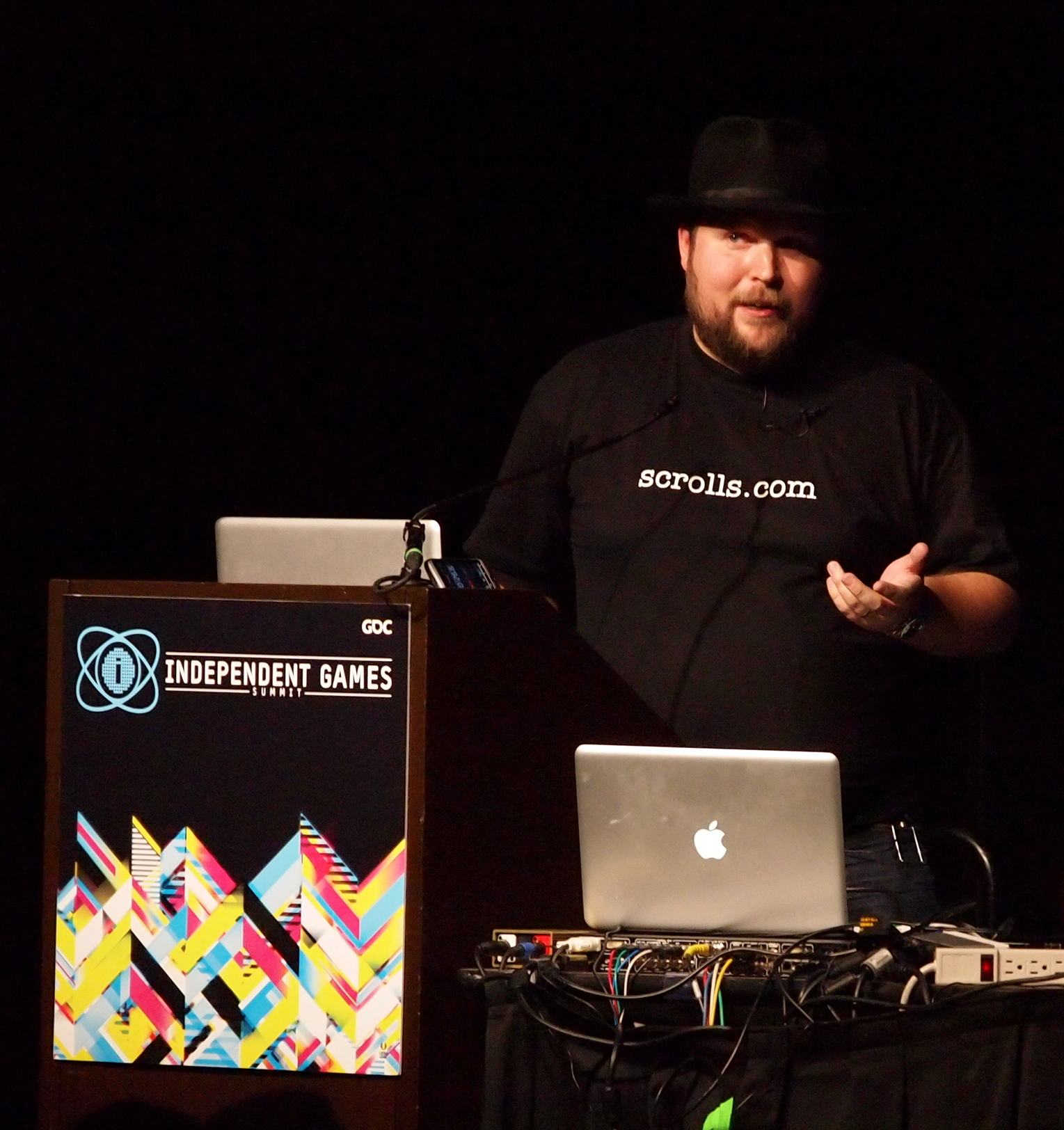
《我的世界》最初开发者马库斯·佩尔松，摄于2011年游戏开发者大会

《我的世界》最初由瑞典人马库斯·佩尔松（Markus Alexej Persson，又称Notch）单独开发，他先在King.com工作，后转入Jalbum。游戏的開發灵感来自于其他游戏如《矮人要塞》、《地下城守护者》和《無盡礦工》等。當時，他想建立3D建築可視化的遊戲，並提出了一些早期的原型，這是他靈感之間結合的结果。《无尽矿工》在很大一方面影響了遊戲的風格，包括遊戲的第一人稱方面，“方塊狀”的視覺風格和方塊建設的基本要素。然而，与《无尽矿工》不同，泊松希望《我的世界》擁有RPG元素。
2009年5月17日，《我的世界》开发版首次在TIGSource论坛向公众公布，此版本后来被称为Classic版。2009年8月4日，泊松开始了进一步的重要阶段——生存测试。后续版本Indev和Infdev版分别于2009年9月和2010年2月发布。2010年6月28日，《我的世界》第一个重大更新Alpha版发布。最初泊松还保持着在Jalbum.net网站的全职工作，后来他辞去工作以全身心投入《我的世界》开发。泊松继续更新游戏并将其自动推送给用户。这些更新包括新的物品、方块、怪物、生存模式以及一些游戏效果（比如水流动的方式）的改变。

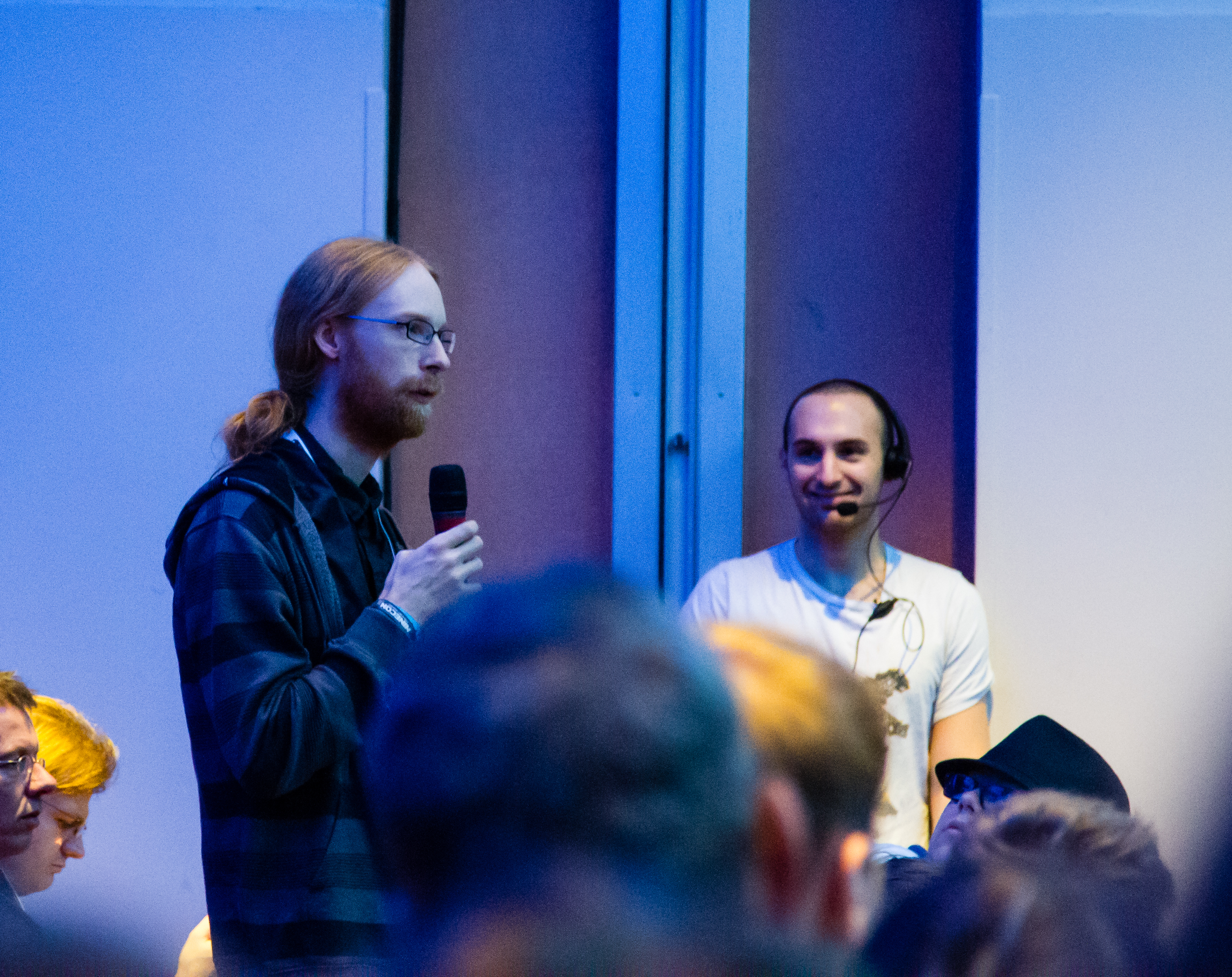
延斯·伯根斯坦（图中左一）是《我的世界》目前的主要开发者，摄于Minecon 2012

为支持《我的世界》的进一步发展，佩尔松用从游戏中挣来的钱组建了游戏公司Mojang。2010年12月11日，佩尔松宣布《我的世界》将于12月20日进入Beta测试阶段。他进一步指出，在此日期后购买游戏的玩家不能保证在未来免费获得所有内容，因为这会使“律师和董事会陷入惊慌”。不过，漏洞的修复和更新仍将是免费的。
2011年11月18日，游戏结束Beta阶段，进入正式版。游戏自正式版发布以来不断更新，包括新的游戏内容和新的服务器主机等不断进行变化。2011年12月1日，延斯·伯根斯坦（Jens Peder Bergensten，又称Jeb_）取代佩尔松成为游戏的主要开发者。2012年2月28日，Mojang宣布他们已聘请了流行服务器平台“CraftBukkit”的开发人员以提高《我的世界》对服务器和客户端修改的支持。此次收购还包括Mojang取得对CraftBukkit修改的全部所有权，尽管这种说法的有效性受到质疑，由于其是在GNU通用公共许可协议和GNU宽通用公共许可证之下的捐赠者维护的开源项目。2014年9月15日，微软宣布以25亿美元收购Mojang，包括《我的世界》知识产权的所有权。这项交易是泊松在收到一个“尝试做正确的事”的批评后提出的，他发推询问是否有公司想收购他的游戏。2014年11月6日，收购全部完成，佩尔松也因此成为富比士“全球亿万富翁”之一。

### 版本历史
《我的世界》Java版的版本记录可分为七个开发阶段：
- Pre-classic（2009年5月10日—2009年5月16日）
- Classic（2009年5月17日—2009年12月23日）
- Indev (2009年12月23日—2010年2月23日)
- Infdev（2010年2月27日—2010年6月30日）
- Alpha（2010年6月30日—2010年12月20日）
- Beta（2010年12月20日—2011年11月18日）
- 正式版（2011年11月18日至今）

目前《我的世界》处于正式版开发阶段，现在位于第26个正式版（1.21.8）。最新测试版为25w33a。
《我的世界》基岩版的版本记录自下界更新（1.16）以来与Java版相同。
| 更新主題主要版本 | 更新主题名稱            | 更新时间       | 更新内容 | 更新主題子版本                                                |
| ---------------- | ----------------------- | -------------- | --- | ------------------------------------------------------------- |
| 1.0.0            | 冒险更新 （第二部分）   | 2011年11月18日 | 末地、末影龙、酿造、附魔、繁殖                                                                               | 1.0.1                                                         |
| 1.1              | -                       | 2012年1月12日  | 刷怪蛋、超平坦世界                                                                                           | -                                                             |
| 1.2.1            | -                       | 2012年3月1日   | 僵尸围城、新结构、方块、物品、生物                                                                           | 1.2.2、1.2.3、1.2.4、1.2.5                                    |
| 1.3.1            | -                       | 2012年8月1日   | 村民交易、冒险模式、新结构、新方块、新物品                                                                   | 1.3.2                                                         |
| 1.4.2            | 骇人更新                | 2012年10月25日 | 新生物、新物品、凋灵、信标、命令方块                                                                         | 1.4.4、1.4.5、1.4.6、1.4.7                                    |
| 1.5              | 红石更新                | 2013年3月13日  | 新方块、计分板系统、纹理包、光照引擎优化                                                                     | 1.5.1、1.5.2                                                  |
| 1.6.1            | 马匹更新                | 2013年7月1日   | 马、栓绳、煤炭块、地毯、资源包                                                                               | 1.6.2、1.6.3、1.6.4                                           |
| 1.7.2            | 改变世界的更新          | 2013年10月25日 | 新生物群系、新结构、花、染色玻璃、新命令、Realms（1.7.5）                                                    | 1.7.4、1.7.5、1.7.6、1.7.7、1.7.8、1.7.9、1.7.10              |
| 1.8              | 缤纷更新                | 2014年9月2日   | 新方块、新结构、新命令、旁观模式、性能优化                                                                   | 1.8.1、1.8.2、1.8.3、1.8.4、1.8.5、1.8.6、1.8.7、1.8.8、1.8.9 |
| 1.9              | 战斗更新                | 2016年2月29日  | 末地机制修改、末地系列新特性、结构和鞘翅、戰鬥機制優化                                                       | 1.9.1、1.9.2、1.9.3、1.9.4                                    |
| 1.10             | 霜炙更新                | 2016年6月8日   | 结构方块、岩浆块和流浪者、尸壳、北极熊                                                                       | 1.10.1、1.10.2                                                |
| 1.11             | 探险更新                | 2016年11月14日 | 灾厄村民、林地府邸、羊驼、侦测器                                                                             | 1.11.1、1.11.2                                                |
| 1.12             | 多彩世界更新            | 2017年6月7日   | 配方书系统、彩色床、带釉陶瓦、鹦鹉、进度系统（取代成就）                                                     | 1.12.1、1.12.2                                                |
| 1.13             | 水域更新                | 2018年7月18日  | 水域内容、技术修改、                                                                                         | 1.13.1、1.13.2                                                |
| 1.14             | 村庄与掠夺              | 2019年4月23日  | 纹理更新、掠夺者、新的村庄、竹林、熊猫                                                                       | 1.14.1、1.14.2、1.14.3、1.14.4                                |
| 1.15             | 嗡嗡蜂群                | 2019年12月10日 | 蜜蜂及相关物品                                                                                               | 1.15.1、1.15.2                                                |
| 1.16             | 下界更新                | 2020年6月23日  | 新的下界生態系、猪灵、堡壘遺跡                                                                               | 1.16.1、1.16.2、1.16.3、1.16.4、1.16.5                        |
| 1.17             | 洞穴与山崖 （第一部分） | 2021年6月8日   | 洞穴与山崖的新方块、新物品、山羊、美西螈                                                                     | 1.17.1                                                        |
| 1.18             | 洞穴与山崖 （第二部分） | 2021年11月30日 | 主世界高度拓展、新的洞穴生成机制和矿物分佈                                                                   | 1.18.1、1.18.2                                                |
| 1.19             | 荒野更新                | 2022年6月7日   | 深暗之域相关内容、红树林沼泽相关内容、运输船、悦灵                                                           | 1.19.1、1.19.2、1.19.3、1.19.4                                |
| 1.20             | 足迹与故事              | 2023年6月7日   | 樱花树林生物群系、竹子系列方块、嗅探兽、骆驼、考古系统、悬挂式告示牌、村民交易平衡性调整（实验性）、古迹废墟 | 1.20.1、1.20.2                                                |
| 1.20.3           | 蝙蝠與陶罐              | 2023年12月5日  | 蝙蝠模型更改、更改陶罐相關的使用方式                                                                         | 1.20.4                                                        |
| 1.20.5           | 犰甲狼兵                | 2024年4月23日  | 犰狳、狼的变种和狼铠                                                                                         | 1.20.6                                                        |
| 1.21             | 棘巧试炼                | 2024年6月13日  | 铜系列方块、合成器、旋风人、沼骸、试炼密室、风弹、重锤和它的附魔                                             | 1.21.1                                                        |
| 1.21.2           | 勇氣之袋                | 2024年10月22日 | 束口袋 | 1.21.3                                                        |
| 1.21.4           | 蒼園覺醒                | 2024年12月3日  | 嘎枝、苍白系列方块                                                                                           |                                                               |
| 1.21.5           | 春意盎然                | 2025年3月25日  | 豬、牛、雞的变种、野花簇、枯葉、灌木叢、枯草、仙人掌花、實裝「重新平衡村民交易」中對流浪商人和製圖師的更改   |                                                               |
| 1.21.6           | 追逐天空                | 2025年6月17日  | 乾癟幽靈、快樂幽靈、帽鞍、、鞍的合成配方                                                                     | 1.21.7、1.21.8                                                |

### 原声音乐

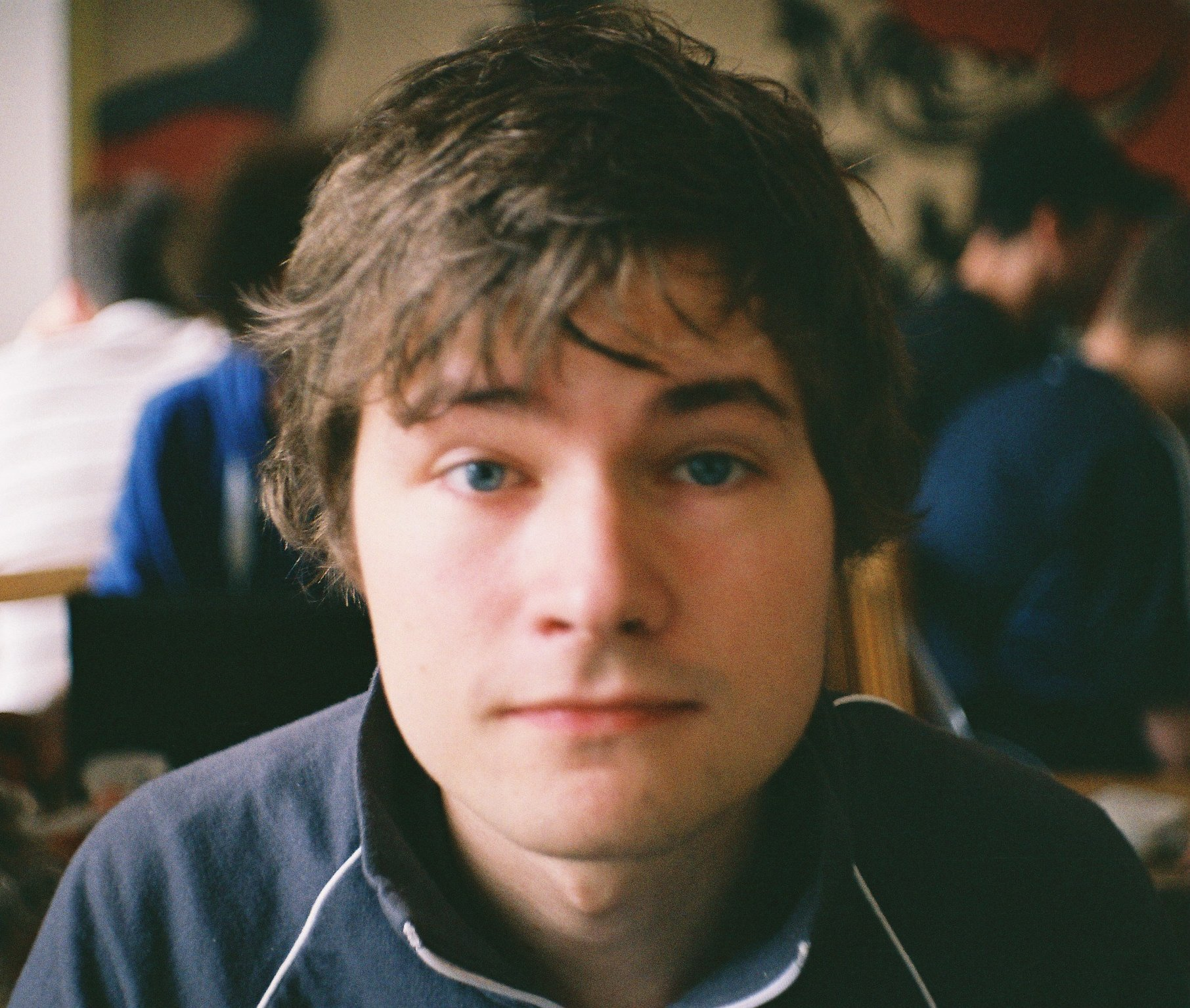
C418（Daniel Rosenfeld）创作了《我的世界》的原声音乐

《我的世界》的音樂和聲音效果由德國作曲家丹尼爾·羅森菲爾德（C418）設計。背景音樂为非抒情氛圍音樂。2011年3月4日，羅森菲爾德發布了配樂的原声带，名為《Minecraft – Volume Alpha》，它包括大部分《我的世界》曲目，以及其他沒有在遊戲中出现的音樂。电子游戏博客Kotaku在2011年時將《我的世界》的音樂、配樂評為2011年最好的电子游戏配樂之一。2013年11月9日，罗森菲尔德发布了第二张附赠官方原声带，名為《Minecraft – Volume Beta》，包含了游戏在更新版本中添加的音乐。2015年8月21日，著名独立唱片公司Ghostly International发行Volume Alpha的实体版，包括CD、黑胶唱片以及限量版的透明绿色黑胶密纹唱片。除了羅森菲爾德的作品以外，由Lena Raine作曲的四首作品在2020年作爲「下界更新」的一部分被加入到遊戲當中；2021年谷岡久美作曲的作品又随Lena Raine的作品一起作为“洞穴与山崖”更新的一部分加入；2022年的“荒野更新”中，Lena Raine的4首作品再次加入到游戏中；2023年的“足迹与故事”更新又加入了Aaron Cherof的5首作品；2024年的“棘巧试炼”更新中加入了由Lena Raine、Aaron Cherof和谷岡久美创作的12首作品；2025年的“追逐天空”小更新中先后加入了Amos Roddy创作的6首作品和Hyper Potions创作的1首作品。

## 发行

### Java版
游戏可以在Microsoft Windows、OS X和Linux操作系统上运行，因由Java编写而得名。除了正式版以外，还有其他用于PC的版本，如Minecraft Classic和Minecraft 4k。
《Minecraft Classic》是《我的世界》Java版早先的版本，玩家可在线游玩。与新版本的《我的世界》相比，Classic版是免费的，但它已不再更新。它的功能大致与创造模式相同。无论在单人模式还是在多人游戏的服务器上，玩家都可以建造和拆除任何东西，而无须担心遭受袭击或熔岩和山体滑坡等危险。某些方块的功能在后来的开发过程中发生改变。
《Minecraft 4k》是《我的世界》Java版的简化版本，与Classic版类似，于Java 4K游戏程序设计竞赛中开发，游戏体积小于4kB。地图本身大小有限，由64×64×64个方块组成，并且每次产生的世界相同。玩家只能破坏和放置方块，包括草方块、泥土、石头、木头、树叶和砖块。
2017年9月，Mojang发布了Minecraft Java版的1.12.2版本，在标题界面中的“Minecraft”下方加上了一行「JAVA EDITION」，正式开始与基岩版区分。
截至2024年6月13日，Java版的正式版本目前已發布21個大型更新，每個大更新一定都有2~10個附屬的小更新。

### 基岩版
2011年8月16日，Minecraft PE（攜帶版）在Google Play发布了专适用于Xperia Play的Alpha版，2011年10月8日发布适用于其他机型的Android版本。2011年11月17日，释出适用于iOS的版本。在微软收购Mojang后不久，适用于Windows Phone的版本发布。该版本只包含Java版的创造模式、生存模式和冒險模式，没有实现Java版的全部功能。延斯·伯根斯坦在他的Twitter帐户指出，由于iOS不支持Java，所以该版本由C++编写，但正在改进以尽可能实现Java版本的全部功能。2014年12月10日，为庆祝Mojang公司被微软收购，适用于Windows Phone 8.1的版本发布。
2014年4月2日，携带版首次出现在Amazon Fire TV平台上，添加了对手柄的支持及界面改动。2015年7月29日，基于携带版的《我的世界》Windows 10测试版本在Windows应用商店推出，这是微软的Windows 10操作系统独占的版本，该版本可以与Xbox Live的朋友共同游玩（但不能与那些拥有Xbox One版的玩家玩），还可与拥有携带版的玩家进行本地多人游戏。游戏可使用多种控制方式，如控制器、键盘或触摸屏，并通过游戏内置的GameDVR进行记录和截图。2016年12月19日，《我的世界 携带版》的正式版本在iOS、Android、Windows Phone和Windows 10平台发布，基于携带版的Apple TV版本一同发布。在2018年10月19日前購買Java版的玩家可以在2020年4月21日之前至帳戶頁面（官方帳戶頁面（页面存档备份，存于））兌換Win10版序列号，同時擁有Java版及Win10版。
由於Windows 10版本重新以C++編寫，因此其效能及穩定性遠大於被公認程式碼混亂及效能低下的JAVA版，但由於JAVA版模組普及性及其大量的附加內容（較基岩版豐富，且許多DLC於基岩版中須另外付費）使得Java版老玩家對基岩版興趣較低。此外由于基岩版的翻译与JAVA版不同且质量较差，玩家間的主流文化及用語仍以Java版為主（如使用“打火石”而非“打火鐮”、“剪刀”而非“羊毛剪”）。
2017年7月31日，应用删除了“攜帶版”（Pocket Edition）及“Windows 10版”（Windows 10 Edition）的副标题，并连带原先部分主机和VR设备上的版本一起，合并为跨平台的同一版本，只保留“Minecraft”这一主标题。由于这一版本使用了Mojang开发的“基岩引擎”，因而被部分玩家称为“基岩版”，后来官方延续了这一称谓。
2018年10月17日，Minecraft宣布购买Java版的玩家不再能兑换Windows 10版序列号。2022年6月4日，Minecraft宣布拥有Java版或Windows上基岩版任意一者的玩家都将免费获得另一版本，而此后二者也会捆绑销售，不再能够单独获得。
從2018年開始，基岩版可實現基於Xbox帳號的跨平台多人連線，包含Windows 10、各式手機及任天堂等平台，但PS系列由於索尼政策因素直到2019年12月10日才可與上述平台跨平台連線，此外，有些以JAVA版為主的多人伺服器，透過一些特殊技術使其可以與基岩版跨平台連線，鑑於基岩版的系統穩定系及優化遠大於Java版，這可能會成為未來大型伺服器的趨勢之一，而Minecraft官方的「Realms」（領域）則可給包含服主最多3人或10人的小型伺服器及親友團一個穩定跨平台遊戲的環境，其24小時及官方負擔的主機運算成本使得基岩版的Realms快速普及。
官方曾表示將來會以基岩版為優先開發對象，事實上從「水域更新」開始，基岩版可以優先玩到逐步更新的穩定發布，而Java版則需開啟快照，例如基岩版的水域更新內容從2018年五月便開始逐步釋出，而Java版的1.13正式版則是2018年七月底。

### 主机版
2012年5月9日，由4J Studios开发的《我的世界》Xbox 360版发布。2012年3月22日，消息称游戏将作为Xbox Live推广项目“Arcade NEXT”的旗舰游戏推出。该版本的某些功能与PC版不同，包括新设计的合成系统、控制界面、多人分屏操作和通过Xbox Live与好朋友一起进行游戏等。该版本和携带版一样，合成物品时不需要将指定道具摆成特定形状，只需要有足够空间和合成材料，就能从合成菜单选出合成道具。同样，该版本的世界地图是有限度的，有无形的墙作为障碍。Xbox 360版和PC的Classic版本很像，但正在逐渐改善以贴近现在的PC版本。
2013年科隆国际游戏展上，索尼宣布《我的世界》将在PlayStation 4平台首发，随后登陆PlayStation Vita和PlayStation 3平台。但游戏后来跳票。2013年12月17日，《我的世界》在PlayStation 3平台推出。2014年9月4日在PlayStation 4推出，10月14日PlayStation Vita版在北美推出，次日在欧洲推出。与Xbox版本一样，PlayStation版本同样由4J Studios开发，功能与Xbox 360版几乎相同。
在E3 2013新闻发布会上，微软公布了《我的世界》的Xbox One版。此版本与Xbox 360版类似，但拥有更大的世界，拓展了多人游戏功能以及增强了其他功能。Xbox One版发布于2014年9月5日。2015年8月，Xbox中国宣布引进Xbox One版。9月29日，《Minecraft：Xbox One》国行版发布。
2015年12月7日，Mojang宣布游戏将登陆任天堂的Wii U平台，Wii U版将于12月17日发售。游戏将支持Wii U Gamepad手柄的Off-TV显示功能。游戏也是Wii U上少有的带有中文版本的游戏。此外，游戏在日本地区将由日本微软负责发行，这是微软在收购Mojang后首次在第三方平台作为游戏发行商发行游戏。2017年5月11日，游戏发售了任天堂Switch版本，Mojang在之后宣布任天堂Switch版本将会和Xbox One、电脑版以及移动版实现跨平台联机游戏的功能。2017年9月14日，游戏推出了针对新任天堂3DS、新任天堂3DS LL/XL和新任天堂2DS LL/XL的版本。
2018年12月18日，PlayStation 3、PlayStation Vita、Xbox 360和Wii U版《我的世界》收到了最后一次更新。 
PlayStation 4版《我的世界》于2019年12月被更新，此次更新支持了与其他基岩版游戏的跨平台游戏，虽然用户依然需要注册免费的Xbox Live账号来游玩。

### 中国版
2016年5月20日，在网易游戏热爱者发布会上，网易宣布取得《我的世界》中国大陆地区的代理权，代理游戏的PC及手机版本。游戏官方中文定名《我的世界》，官网同步上线并开启预约。《我的世界》中国版被宣布为中国本地化版本，根据网易与Mojang之间的许可协议发布。
2016年5月20日，2017年3月，网易宣布《我的世界》中国版将于4月10日开启小规模技术测试。2017年4月7日，《我的世界》中国版发布会在中国北京的水立方顺利举行并进行了现场内测。2017年7月14日《我的世界》中国版PC Java限号不删档测试正式启动。2017年8月8日，端游版发布供公开测试。iOS版本于2017年9月15日发布，Android版本于2017年10月12日发布。端游版基于内置模组加载器“Forge”的Java版本及Windows 10版本（尽管在较旧的Windows版本上亦可运行），而iOS和Android手游版基于基岩版本。和国际版不同的是，中国版玩家自制的模組、地图、资源包与皮肤受限。国际版Minecraft的模组和资源包无法通过正常方式装载至网易版中。中國版網易已與微软、Mojang Studios達成協議製作。

### 树莓派版
2012年MineCon上官方正式向外界宣布树莓派版本。Mojang表示该版本可以理解为降级到旧版本的类似携带版的袖珍版，而且增加了利用文字命令来编辑游戏世界的功能。玩家可以通过游戏命令或者编程语言来操作游戏内的事物。同时，这个版本的世界大小是有限的。这个版本没有生物群系。该版本于2012年12月20日透露，但很快被推迟。树莓派版在2013年2月11日正式发布。

### 虚拟现实
2016年8月15日，微软为游戏Windows 10版正式加入Oculus Rift支持。由于微软发布了商标声明，非官方的VR模组将终止开发。不过《Vivecraft》因其良好的Rift支持得到了官方认可。

### 教育版
我的世界教育版（Minecraft Education）是Minecraft特别为教室使用而设计的教学版本。它由Mojang Studios和Xbox Game Studios共同开发，包含了让Minecraft在课堂里容易使用的特性。
Windows 10版《我的世界：教育版》于2016年11月1日正式上线，登陆50个国家和地区，覆盖11种语言。
2018年8月20日，Mojang宣佈將於2018年秋季教育版將支援iPad。微軟表示，許可用户可以在9月開始使用。它已於2018年9月6日在App Store發佈。
2019年3月27日，微软联合京东宣布《我的世界：教育版》在中国大陆地区的独家版权归京东集团所有，由京东云管理运营。2022年1月，京東關閉中國教育版官方網站，停止與微軟的合作及教育版的運營。
2020年6月26日，針對Google Play商店的相容Chromebook推出了教育版公開測試版。完整遊戲已於2020年8月7日發佈到Chromebook的Google Play商店。
2023年1月17日，教育版在1.18.45版本更新中由“Minecraft: Education Edition”更名为“Minecraft Education”。

## 评价和反响

### 专业评价
| 汇总媒体   | 得分 |
| ---------- | --- |
| Metacritic | PC：93/100 PS4：89/100 XONE：88/100 PS3：86/100 NS：86/100 VITA：84/100 X360：82/100 WIIU：77/100 3DS：62/100 iOS：53/100 |

| 媒体          | 得分                                                                                             |
| ------------- | ------------------------------------------------------------------------------------------------ |
| 1UP.com       | PC：A+                                                                                           |
| Edge          | PC：9/10                                                                                         |
| Eurogamer     | PC：10/10 X360：9/10                                                                             |
| Game Informer | PC：9.25/10 X360：8.75/10                                                                        |
| GameSpot      | PC：8.5/10 X360：7.0/10                                                                          |
| GameSpy       | PC：                                                                                             |
| IGN           | PC：9.0/10 iOS：7.5/10 X360：8.5/10 PS3：9.5/10 PS4：9.7/10 XONE：9.7/10 VITA：9.5/10 NS：9.5/10 |
| Nintendo Life | WII U：7.5/10 3DS：6.6/10 NS：8.2/10                                                             |
| PC Gamer美国  | PC：96/100                                                                                       |
| TouchArcade   | iOS： · 版本0.12：                                                                               |

《我的世界》因其为玩家赋予高自由度和应变式的玩法而受到称赞。评论者称赞了游戏复杂的合成系统，称其是游戏的开放世界中很重要的一方面。大多数媒体对游戏“方块状”的图形留下了深刻印象，IGN则描述它们“一看到就难以忘怀”。评论员也喜欢游戏中的冒险元素，并指出游戏在探索与建造之间达到了良好的平衡。游戏的多人模式受到了普遍的好评，IGN评论道“与朋友冒险永远比自己探索更好”。PC Gamer的Jaz McDougal赞扬了《我的世界》，认为它“直观有趣且具有感染力，拥有无可比拟的创意空间并让人留下难忘的经历”。
评论者批评游戏缺乏内置的教程和说明，因此很难让新手快速上手。IGN对多人游戏服务器繁琐的设置感到失望，称这是一个“麻烦”。批评者还指出游戏的画面会出现周期性的错误。2009年，Gamespot认为游戏有一种“未完成的感觉”，并补充道：“一些游戏元素似乎不完整或被草率地放在一起。”。在JAVA版1.12更新中，添加了「配方標籤頁」及「進度」等教程，增進玩家對遊戲的上手速度。
《Daily Record》报的斯科特·门罗（Scott Munro）称游戏的alpha版本“已经很特别”，并呼吁读者购买。Rock, Paper, Shotgun的吉姆·罗西尼奥尔（Jim Rossignol）也推荐了alpha版，称游戏像8位乐高版的潜行者。2010年9月17日，漫画网站Penny Arcade发布了一系列有关《我的世界》的漫画。
Xbox 360版本大多受到了正面评价，但没有Java版那样倍受好评。人们虽然对Xbox 360版不支持Java版的模组和扩充内容等特色感到失望，但仍赞扬游戏添加了教程、内置提示与合成配方，称这样使游戏更加人性化。
《我的世界：携带版》最初受到了褒贬不一的评价。评论者虽然赞赏游戏直观的操控，但对其缺乏内容感到失望。游戏在缺乏敌对怪物、有限的方块及无法合成物品等方面尤为受到批评。在携带版进行更新，添加了更多的内容后，它开始受到一些积极的评价。除了控制外，评论者还称赞了图形，但指出仍缺少内容。携带版更新无限世界后在一定程度缓解了人们的忧虑。

### 商业

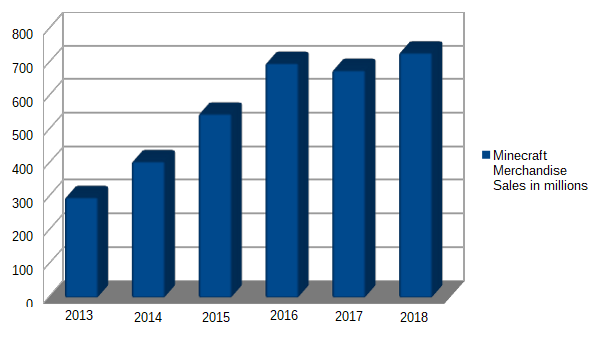
《我的世界》从2013年到2018年间的每年销售额（以百万美元计）

2011年1月12日，在《我的世界》进入公测阶段后，游戏购买量已达100万。此时，游戏并未得到任何发行商的支持，也未拍摄商业广告。只有一些像漫画网站Penny Arcade的大众媒体为其无偿宣传。2011年4月，开发者泊松估计《我的世界》的收益为2300万欧元，Alpha版和Beta版销量分别为80万和100万。截至2011年11月游戏正式发售前，《我的世界》Beta版注册用户超过1600万，购买量为400万。2012年3月，《我的世界》成为史上第六畅销的PC游戏。截至2014年10月10日，游戏Java版销量为1700万，曾成为史上销量最高的PC游戏。同时游戏全平台销量约6000万，为史上销量最高的电子游戏之一。2014年2月25日，游戏注册用户达到1亿。
《我的世界》的Xbox 360版本在2012年发售后的24小时内即开始盈利，并以在线玩家人数40万打破了Xbox Live的销售记录。一星期内，《我的世界》在Xbox Live Marketplace的销量超过100万。2012年12月，游戏媒体GameSpot称《我的世界》自2012年5月在Xbox Live Arcade上线后共售出448万份。2012全年，《我的世界》是Xbox Live Arcade最畅销的游戏，也是Xbox Live上平均每天独立用户排名第四的游戏。截至2014年4月4日，Xbox 360版销量为1200万。此外，《Minecraft携带版》的销量也达到2100万。PlayStation 3版在发行5周后销量超过100万。PlayStation Vita版的发售再次带动了游戏的销售，并超过PS3和PS4首发时的销量。根据索尼的统计，PS Vita版在日本发行头两周数字销量超过10万。截至2015年1月，《我的世界》在日本PlayStation全平台售出50万份数字版，购买PS Vita版本的小学生人数激增；截止至2016年12月25日，PS Vita版在日本地区已卖出超过100万份，成为该平台在日本发售5年来首个销量超过100万份的游戏。《我的世界》为微软在2015年第二季度第一方创收6300万美元。

#### 盗版问题
《我的世界》Java版在1.6版本及以前，有大量盗版服务器运行者破解遊戲核心文件，修改启动器並將其載點發佈至網路，玩家幾乎不需要透過購買正版账号或者其他正常下载方式，只要向盜版伺服器的官方網站註冊免費帳號并下载客户端即可進入該伺服器遊玩，通常大多數的盜版服务器會透過贊助系統讓玩家購買虛擬寶物（可能是VIP帳戶、遊戲幣、特殊裝備等等）以牟取暴利。2014年6月份，Mojang公司發佈新的《最終用戶許可協議》（Minecraft EULA）嚴明禁止今後所有利用我的世界服务器进行的牟利行為，也默許不再追究之前的盜版服务器运行者。但至今仍有極少數的不良盗版服务器运行者依然利用盜版營利伺服器不法獲利，如已被查封的台灣麥塊。

#### 抄袭纠纷
网易2016年取得《我的世界》的代理权后，对中国大陆涉嫌盗版/抄袭我的世界的游戏（包括《迷你世界》、《奶块》）进行了打击。2017年8月，网易以“商业贿赂不正当竞争纠纷”的案由对《迷你世界》发起民事诉讼，后由原告撤诉。2019年，网易再次对《迷你世界》发起民事诉讼；2022年11月30日，广东省高级人民法院作出终审判决，认定深圳迷你玩公司构成不正当竞争，判令其删除游戏中230个侵权元素，并赔偿网易公司5000万元。

### 奖项
2010年7月，PC Gamer将《我的世界》列为四大最适合在上班时玩的游戏。同年12月，Good Game将《我的世界》选为2010年最佳下载游戏。Gamasutra将其评为年度最佳游戏和年度最佳独立游戏的第八名，Rock, Paper, Shotgun评其为年度最佳游戏。Indie DB授予游戏由玩家票选的2010年独立奖和编辑选择奖中的最具创新奖和最佳单人独立奖。游戏同样获得了PC Gamer UK的年度最佳游戏。本作在2011年3月的独立游戏节上获塞尤玛斯·麦克纳利大奖、优秀技术奖和最佳设计奖的提名，并荣获观众奖和塞尤玛斯·麦克纳利大奖。在2011年的游戏开发者选择奖中，《我的世界》获最佳新秀游戏、最佳下载游戏和创新奖。它还获得了GameCity的电子游戏艺术奖。2011年5月5日，《我的世界》被选为史密森尼美国艺术博物馆电子游戏的艺术展台中将于2012年3月16日展示的80款游戏之一。在2011年VGA电子游戏大奖中，《我的世界》提名最佳PC游戏并荣获最佳独立游戏奖。2012年，于BAFTA游戏奖中，游戏获2011年度游戏奖提名，开发者Notch获特别奖。同年《Minecraft XBLA》版被授予金摇杆奖中的最佳下载游戏奖和TIGA游戏产业奖中的最佳街机游戏奖。2013年，其获BAFTA游戏奖中的年度家庭游戏奖提名。2014年，《我的世界》主机版获TIGA年度游戏奖。2015年，《我的世界》在USgamer选出的2000年来十五大最佳游戏榜单中排名第六。
《我的世界》在2013年儿童选择奖中提名最喜爱的App，但输给了《神庙逃亡》。在翌年的儿童选择奖中提名最喜爱的电子游戏，但被《舞力全开2014》击败。2015年儿童选择奖中，《我的世界》最终获选为最易上瘾的游戏（Most Addicting Game）。

## 文化影响

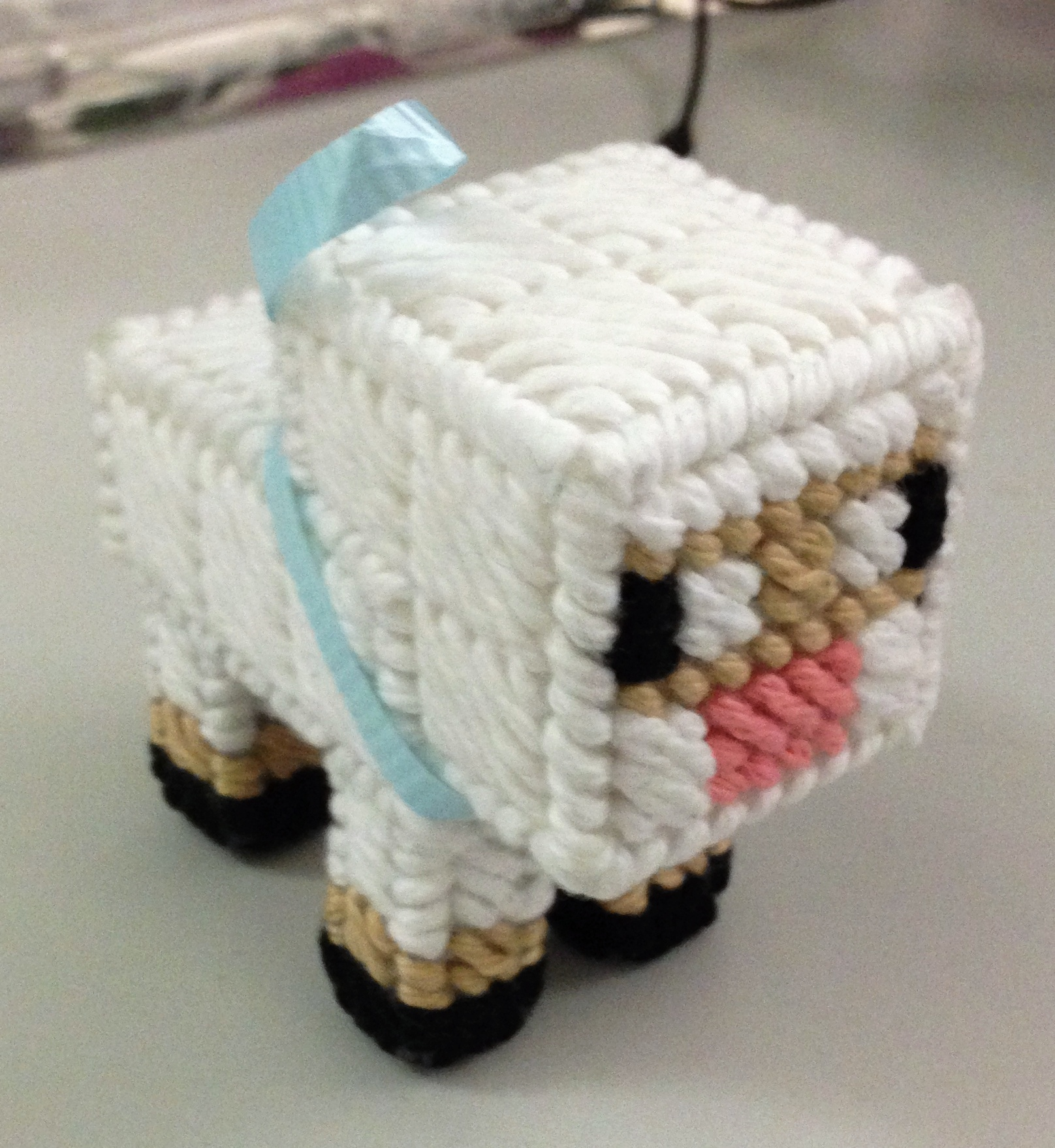
一个用毛线制作的《我的世界》中的绵羊

诸如YouTube、Facebook和Reddit等社交媒体网站在《我的世界》普及过程中起到了重要作用。宾夕法尼亚大学安纳伯格传播学院进行的一项研究显示，三分之一的《我的世界》玩家通过互联网视频了解这款游戏。2010年，《我的世界》相关视频开始在YouTube盈利。这些视频多由评论员制作，通常包含游戏的屏幕捕获镜头和旁白。视频中常见的内容包括玩家展示其制作的作品、各种游戏攻略和对流行作品的模仿。截至2012年5月，超过400万《我的世界》相关视频在YouTube被上传。一些知名评论员收到了游戏视频公司Machinima的聘请，该公司在YouTube拥有一个人气很高的娱乐频道。The Yogscast是英国一个定期制作《我的世界》视频的组织，他们的小组在2011年的MineCon中有着很高的出席率。其他知名的YouTube主播有乔丹·马伦（Jordan Maron），他制作了许多的Minecraft的戲仿视频，包括对韩国说唱歌手PSY的知名单曲《江南Style》的戲仿视频“Minecraft Style”。

《我的世界》中敌对生物苦力怕的面部设计。苦力怕是《我的世界》的代表性事物和吉祥物，常被用于各种流行文化和二次创作中。

《我的世界》在许多游戏和影视作品中被提到，例如《RuneScape》、《火炬之光II》、《无主之地2》、《直升机救人HD》、《超级肉食男孩》、《上古卷轴V：天际》、《以撒的结合》、《軍團要塞2》和《FTL：超越光速》等。在动画连续剧《南方四賤客》第十七季的第二集“Informative Murder Porn”中，男孩用《我的世界》分散其父母的注意力防止他们争吵。电影《奇迹男孩》中，杰克在《我的世界》里向奥吉道歉，二人和解。游戏也被音乐家deadmau5在表演中引用。在美国歌手Lady Gaga的单曲《男子汉》的MV中，出现了电脑运行《我的世界》的模拟画面，还可看到一条游戏指令/gamemode ARTPOP。
在《我的世界》发布后，一些与其风格相似的游戏发布，有的甚至被称为游戏的“克隆”。在《我的世界》流行后，各种游戏平台都有许多类《我的世界》和受《我的世界》启发的游戏，如《黑桃A》、《CastleMiner》、《CraftWorld》、《FortressCraft》、《泰拉瑞亚》和《Total Miner》。《The Blockheads》的设计者大卫·弗兰普顿（David Frampton）称他的2D游戏失败的原因之一是“低分辨率像素艺术”与《我的世界》太相似导致在粉丝中产生“一些阻力”。2020年10月1日，《任天堂明星大亂鬥 特別版》宣布《我的世界》的主角史蒂夫和艾莉克斯作为新的可操控角色加入到游戏中。

### 相似游戏
此外，为了应对微软收购Mojang和《我的世界》的IP，众多开发商突然宣布正在于任天堂游戏机上进一步开发其複製游戏，因为他们没有正式收到《我的世界》唯一主要平台的消息，虽然早期传言称本作将开发Wii U版本。这些複製游戏有些为Wii U开发，如《UCraft》和《方块世界：孤岛求生》；有些为任天堂3DS开发，如《Battleminer》和《Cube Creator 3D》；或者同时支持Wii U和3DS，如《Stone Shire》。在Kotaku对宫本茂与高桥伸也的采访中提到了《我的世界》登陆任天堂平台。宫本表示Wii U游戏手柄是游戏的一个“不错的选择”，并且任天堂可以在日本普及这款游戏。2015年7月，Mojang首席运营官Vu Bui在采访透露《我的世界》将登陆新的平台，包括任天堂主机，并宣称微软的收购不会妨碍这种前景。Bui表示“我们没有理由拒绝登陆Wii U或3DS，只不过还未提上日程。”2015年8月，Telltale Games确认番外作品《Minecraft：故事模式》将登陆Wii U，成为系列中第一款登陆任天堂主机的游戏。

### 衍生内容

#### 系列游戏
我的世界：故事模式是Mojang Studios和诉说游戏基于《我的世界》合作开发的一款剧情冒险游戏，共两季，第一季于2015年10月起发行，第二季于2017年7月起发行。在故事模式中，杰西（Jesse）为了拯救世界，与他的朋友踏上寻找“The Order of the Stone”的旅程。2019年5月31日，由于诉说游戏的关闭，本作宣布停止支持。
我的世界 地球是由Mojang Studios开发的免费增强现实沙盒类游戏。玩家可以与真实世界互动，并利用我的世界中的物品进行建造。2019年10月，抢先体验版本发布。由于受到COVID-19疫情影响，Minecraft Earth于2021年1月5日发布最终更新0.33.0，于2021年6月30日下架。
我的世界：地下城是由Mojang Studios和Double Eleven联合开发的迷宫探索游戏，于2020年5月26日正式发布。2023年9月28日，官方宣布游戏不再更新。
我的世界：传奇是由Mojang Studios和Blackbird Interactive开发并由Xbox游戏工作室发行的即时动作战略游戏，于2023年4月18日正式发布。2024年1月10日，官方宣布游戏不再更新。

#### 改编电影
2012年，Mojang收到了好莱坞制作人的交易请求，他们想制作《我的世界》相关的电视节目。不过，Mojang表示他们将在“正确的想法出现时”从事此类项目。2012年12月，由2 Player Productions制作的有关Mojang和《我的世界》发展历程的纪录片《Minecraft：Mojang的故事》发行。
2014年2月27日，马库斯·佩尔松透露Mojang正在与华纳兄弟展开合作，将《我的世界》搬上大银幕，并由《樂高玩電影》制片人罗伊·李（Roy Lee）和吉尔·梅西克（Jill Messick）联合打造。2014年10月8日，Mojang首席运营官Vu Bui表示电影尚处于“早期制作阶段”，并称这是一个“大预算”电影，可能会于2018年发行。电影原定于2019年5月24日上映，由肖恩·利维执导，贾森·福克斯编剧。利維後來離開了導演職位，由羅布·麥克亨尼接手。2018年8月，麥克亨尼退出了劇組，福克斯被兄弟檔編劇亞倫·尼與亞當·尼取代，上映日期因此延後。2019年1月，據報導，彼得·蘇列特將身兼該片的導演和編劇。据2019年4月的報導，該片預計於2022年3月4日在美國院線上映。后因COVID-19疫情于2020年10月5日再次宣布推迟。MINECRAFT：我的世界大電影最終于2025年4月4日于美國和中國大陸院綫上映。

#### 商品

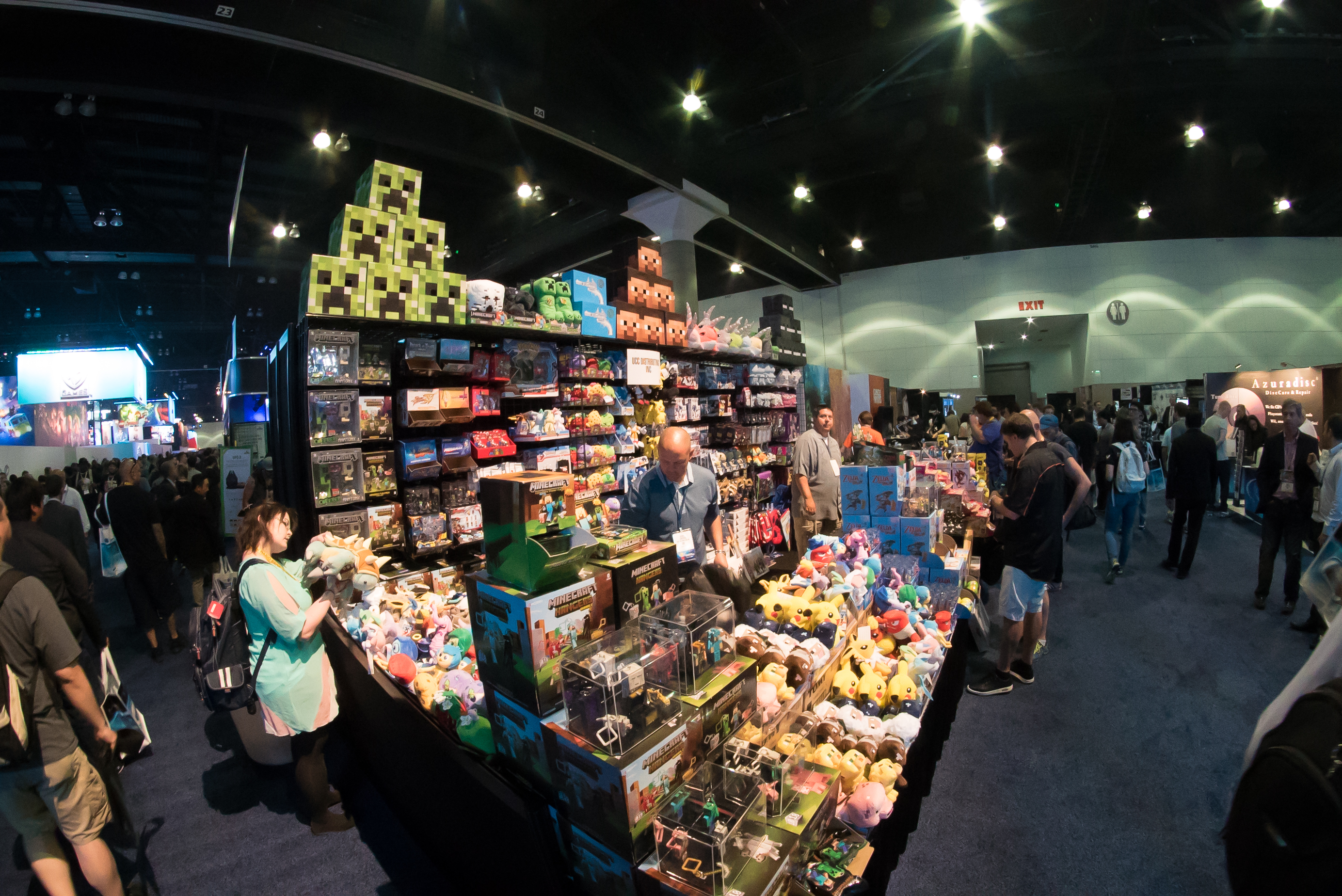
2015年电子娱乐展上的《我的世界》商品

以乐高积木为原型的《乐高版Minecraft》于2012年6月6日发布。游戏世界称为“Micro World”，以玩家角色和苦力怕为中心。Mojang于2011年11月向乐高提交了《我的世界》商品的概念并在Lego Cuusoo网站发布。它的票数很快达到了一万，从而促使乐高关注这一概念。2012年1月，《我的世界》概念被Lego Cuusoo批准并开始开发。2013年9月1日，基于下界和乡村设定的游戏发布。2014年6月，第四个设定“末地”发布。11月，有6个游戏设定发布。
Mojang和网上游戏商品店Jinx合作，销售衣服、泡沫镐、苦力帕玩偶以及其他於遊戲中出现的动物玩具等《我的世界》商品。截至2012年5月，《我的世界》商品销售额超过100万美元。T恤和袜子是最热门的产品。2013年3月，Mojang与儿童图书出版商Egmont Group签署协议，打造《我的世界》手册、年鉴、海报书籍和杂志。Scholastic发售了《我的世界》必备手册。2017年7月10日，网易《我的世界》官方周边商城正式上线运行。

#### Minecon

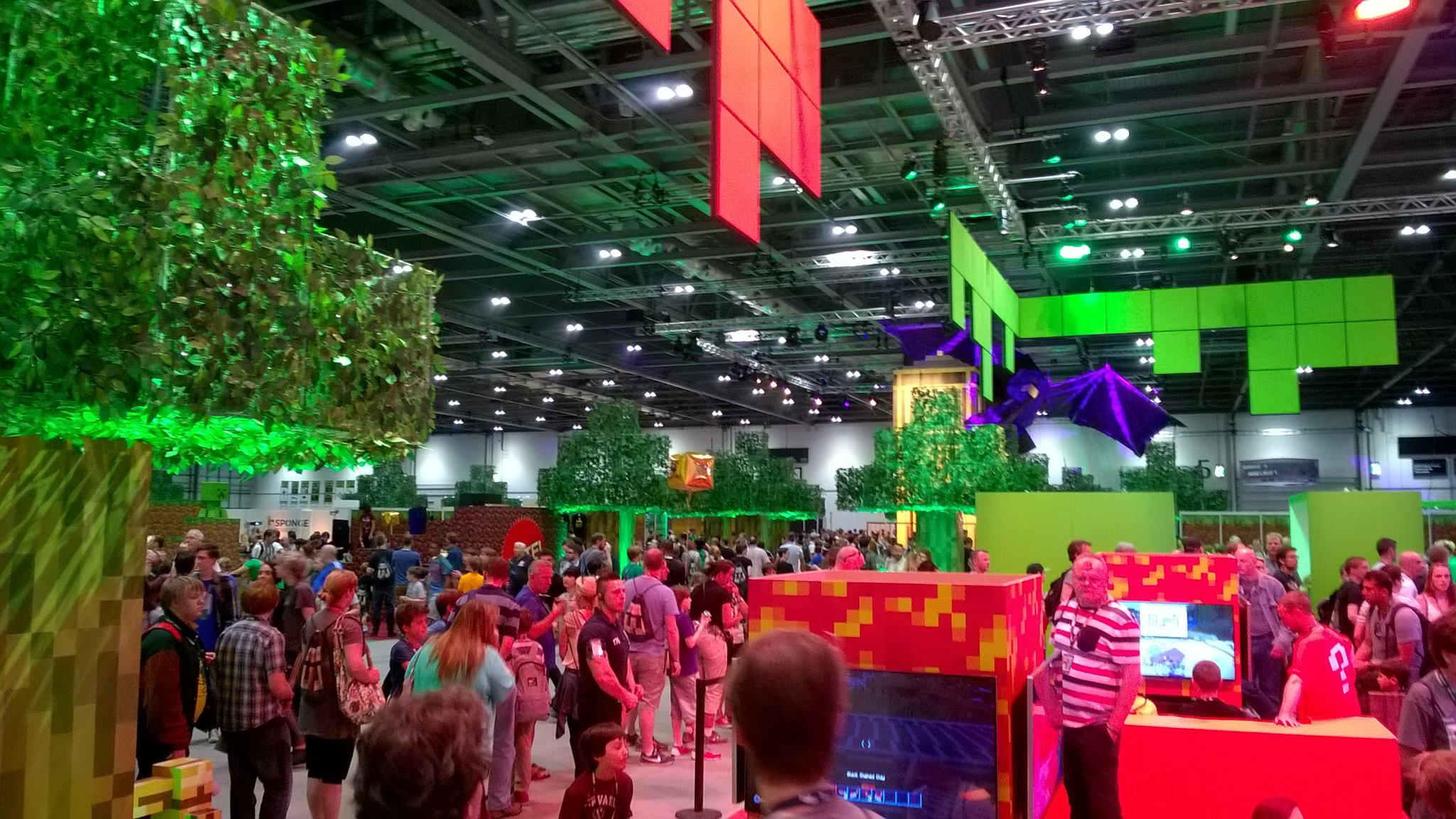
Minecon 2015的会场

Minecon是由Mojang官方举办的《我的世界》爱好者聚会。2011年11月18日—19日，第一次聚会在曼德勒海灣度假村酒店和内华达州拉斯维加斯的赌场中举行。为2011年Minecon准备的所有4500张门票在10月31日售罄。本次活动包括推出《我的世界》新版、主题演讲、建筑和服装比赛、《我的世界》主题讨论组、官方及相关公司展览、纪念商品以及与Mojang员工和《我的世界》社区知名贡献者进行签名及合影。在Minecon结束后，人们还会与电子音乐家电子鼠进行“进入下界”（Into The Nether）活动。每位参加聚会的玩家会免费获得由Mojang开发的另一款游戏《Scrolls》和Oxeye Game Studios开发的《Cobalt》游戏的内测资格。2012年11月，聚会在巴黎迪士尼乐园度假区举行。其门票在不到两小时内售罄。2013年11月，聚会在美国佛罗里达州奥兰多举行。2015年7月，聚会在英国伦敦举行。MineCon 2016于9月份在美国加利福尼亚州安纳海姆举行。MineCon 2017不在展厅，而通过流媒体举行，名称为“Minecon Earth”，于11月直播。2019年，Minecon Earth更名為「Minecon Live」；2020年，更名为“Minecraft Live”。

### Herobrine
Herobrine是《我的世界》社区裡一個著名的都市傳說，首次出现在4chan的/v/版面中。据传闻，Herobrine会出现在玩家的世界中，并建造奇怪的建筑。然而，Mojang已确认Herobrine从未存在于《我的世界》，并且没有增加Herobrine的计划，在某些版本更新中，增加「已移除Herobrine」的彩蛋內容。

## 应用
社会各界对《我的世界》可能的应用展开广泛的讨论，尤其在计算机辅助设计（CAD）和教育领域。在2011年MineCon，一位瑞典的开发者讨论使用游戏重新设计公共建筑和公园的可能，称使用Minecraft风格将会使社区更加人性化，使人们更容易想到新建筑的功能。2012年，麻省理工媒体实验室人类动力学小组的一位成员科迪·萨姆特（Cody Sumter）说：“Notch不仅仅是开发了一个游戏，他还引导了4000万人学习如何使用CAD程序。”
2014年4月，丹麦地理数据机构在《我的世界》中使用了40亿个方块建造了1：1的丹麦国家地理模型。2020年3月，非政府组织无国界记者利用《我的世界》的开放性和在审查下的可访问性，创建了服务器反审查图书馆，以游戏中书的形式帮助生活在缺乏新闻自由的国家的居民规避审查制度以阅读受限制文章。
COVID-19疫情使全球許多國家停止公眾聚會，包括各級學校的畢業典禮。2020年，中国传媒大学动画与数字艺术学院的学生在《我的世界》中1：1还原校园，并在学院教授孙国玉的支持下，于游戏中举办了毕业典礼。2021年，國立臺灣大學學生自發舉辦《我的世界》版畢業典禮，在遊戲中建造校園，还邀請時任校長管中閔前来致詞。

### 教育

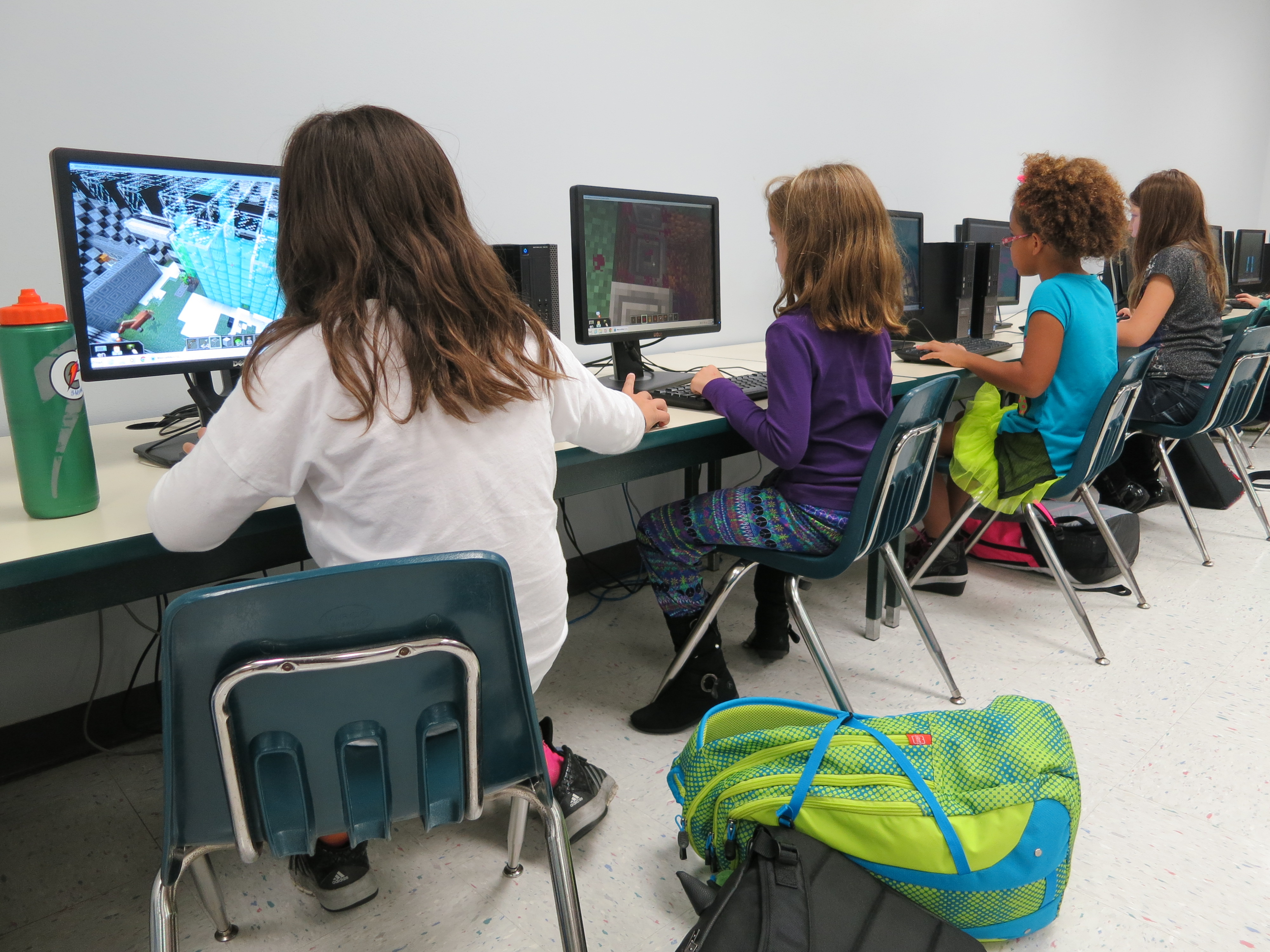
《我的世界》也被引进校园用作教育事业，图为美国新泽西州的学生课后在学校游玩《我的世界》

《我的世界》常被用于教育事业。2011年，一个名为“MinecraftEdu”的教育机构成立，此机构意在将《我的世界》引进校园。该组织与Mojang合作，使游戏对学校更加实惠与便利。2012年9月，MinecraftEdu称全球约25万名学生通过该公司获得了《我的世界》。游戏的教育活动已经引入了包括历史、语言艺术和科学在内的各种学科。
2012年9月，Mojang宣布与聯合國人居署的合作项目“Block By Block”。此项目旨在让青少年参与到城市建设计划中，让他们向城市设计师和决策者展示自己对未来城市计划的机会。Mojang总经理卡尔·曼恩（Carl Manneh）补充道，“三年的合作计划会支撑联合国人居署的可持续城市发展网络在2016年升级改造300处公共空间。”
2014年9月，伦敦大英博物馆宣布计划与公众一起在《我的世界》中建造大英博物馆，包括其所有展品。2015年11月，Code.org於該網站上提供 《我的世界》编程一小时新教程的程式設計課程，教導兒童如何寫程式，並且支持中文等語言。2016年，正值伦敦大火发生350周年之际，英国伦敦博物馆使用《我的世界》还原了1666年伦敦大火的场景，让人们了解和体验到那场著名的灾难。
2016年11月1日，专为教育开发的Minecraft教育版发布。

## 爭議

### 暴力内容
2015年2月，土耳其家庭和社会政策部部长Aysenur Islam下令对《我的世界》进行调查，原因是一土耳其記者举报《我的世界》过于真实，玩家可以肆意伤害游戏中可爱的小动物，甚至可以伤害人类。根据BBC的报道，这项命令的最初下达原因源于一位记者的呼吁。这位土耳其记者称在《我的世界》游戏中存在着玩家杀戮动物以及玩家互相杀戮的内容，他希望Aysenur Islam女士以及她制订的家庭和社会政策部能够对此采取一些措施。
該部門在經過一個月的調查後，发布调查报告指出「雖然該遊戲以建造房屋、農田和橋梁鼓勵孩童的創造力，但須擊殺怪物（敵對生物）以保護這些建築。簡而言之，該遊戲建立在暴力的基礎上」。該調查報告已被送交土耳其法務部，最終結果將由法務部裁決。《我的世界》开发商Mojang回应了该指控，承认该游戏有上述被指控内容元素，但是可以通过选择“创造模式”或者“和平难度”予以规避。

### 中国版涉黄和审查
2019年4月18日，我的世界中国版被CCTV报道其“联机大厅”中存在色情低俗内容，而被多部门调查。此后网易移除了游戏房间的命名功能并以数字代替。
我的世界中国版也会对游戏内的言论进行审查并屏蔽敏感词，审查范畴包括但不限于房间名、用户名、聊天框、告示牌、激活码及旗帜。一旦言论出现敏感词，所有内容都会被三个星號（***）替代。

### 坎斯克少年案
2020年6月，俄羅斯聯邦安全局（FSB）逮捕3名16歲的俄羅斯青少年，他們涉嫌支持一名無政府主義政治罪犯，並在市內派發抗議傳單。據俄國本地傳媒報道，聯邦安全局在翻查3名疑犯網上聊天紀錄，發現曾瀏覽製造炸藥的相關影片和網站。其还在《我的世界》遊戲中內建造聯邦安全局大樓，並嘗試用遊戲的TNT炸彈炸毀這幢遊戲建築物。雖然實質上沒有犯罪行為，但FSB仍以「接受恐怖活動培訓，企圖顛覆俄羅斯聯邦現有國家和政治結構」的罪名将其拘留。
2022年2月，俄羅斯軍事法庭向三名青少年進行裁判，兩名認罪的青少年分別判以6年6個月及6年5個月有期徒刑，另一名不認罪的少年則被判9年有期徒刑。案件引起了遊戲、社會和國際上的爭議，特別是透過遊戲的行為應否作為案件的有效證據成為當地玩家的討論焦點之一。